# Pensionnat indien de Sainte-Anne
Le pensionnat indien de Sainte-Anne était un pensionnat pour Autochtones, situé à Fort Albany, en Ontario, en opération de 1902 à 1976. En 2004, 156 anciens pensionnaires Cris de la Première Nation de Fort Albany et de la région poursuivent le gouvernement fédéral en raison des abus physiques, psychologiques et sexuels subis lors de leur séjour dans cette institution.

## Histoire
L'école ouvre ses portes en 1906, sous la direction des Oblats de Marie Immaculée et des Sœurs Grises de la Croix (aussi connues sous le nom de Sœurs de la Charité), avec le soutien du gouvernement fédéral. Initialement située à la mission de Fort Albany sur l'île Albany, dans la région du Traité de la Baie James ( Traité 9 ), l'école a déménagé sur la rive nord des rives de la rivière Albany en 1932. L'établissement est détruit dans un incendie en 1939, et est ensuite reconstruit.
Les élèves fréquentant l'école proviennent des communautés autochtones environnantes, dont Attawapiskat, Weenusk, Constance Lake, Moose Factory et Fort Severn.
En 2015, le presbytère de l’école est complètement incendié. Il était alors prévu de fouiller le terrain à la recherche de restes des enfants enregistrés comme « portés disparus » de l'établissement. En 2020, le St. Anne's Indian Residential School Survivors Project est créé en 2020 afin d'organiser la recherche de lieux de sépulture possibles, menée par la communauté de Fort Albany et en collaboration avec les communautés voisines.

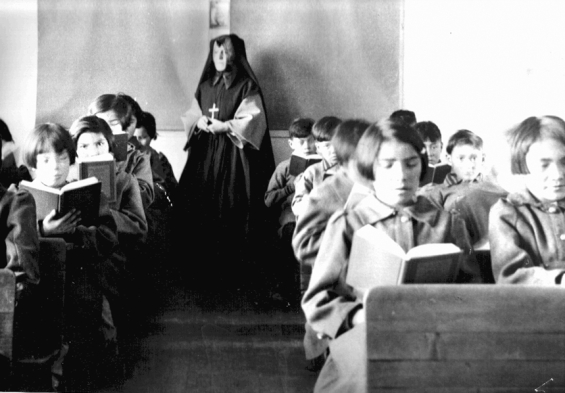
Élèves du pensionnat de Fort Albany, 1945.

## Abus et procès

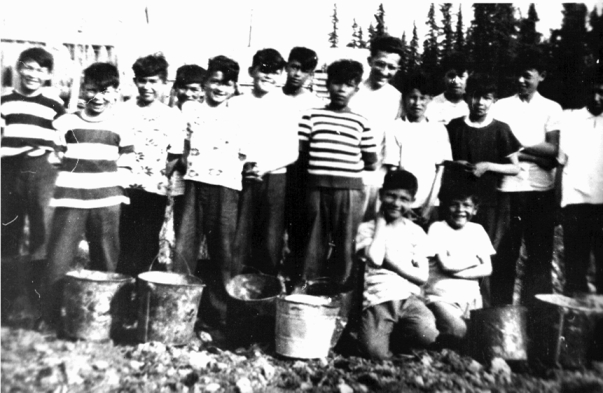
Élèves du pensionnat de Fort Albany, vers 1945.

De nombreux anciens élèves du pensionnat Sainte-Anne témoignent y avoir été victimes de violences physiques, psychologiques et sexuelles. La violence physique y incluait notamment de mauvaises conditions de vie et des châtiments corporels pour les étudiants parlant dans leur langue maternelle. Le survivant de Sainte-Anne, Edmund Metatawabin, raconte que l'école utilisait une chaise électrique « à des fins de punition et de sport » dans le livre Up Ghost River. La chaise électrique aurait été utilisée entre le milieu des années 1950 et le milieu des années 1960, selon les témoignages de la police. La violence psychologique s'exprimait d'abord par le fait d'éloigner les élèves qui étaient de jeunes enfants de leur famille. Ces abus se seraient poursuivis au sein de l'école. De nombreux survivants du pensionnat ont également été victimes d’abus sexuels alors qu'ils fréquentaient l'école. Entre 1992 et 1998, la Police provinciale de l'Ontario (OPP) mène une enquête et interroge 700 victimes et témoins au sujet d'agressions physiques, d'agressions sexuelles, de morts suspectes et d'autres abus qui seraient survenus à l'école entre 1941 et 1972. Sur un total de 74 suspects, sept personnes sont inculpées et cinq sont condamnées.
156 anciens étudiants du pensionnat, victimes d'agressions physiques ou sexuelles intentent une poursuite contre le gouvernement fédéral. Un règlement financier est conclu en 2004, soit deux ans avant la signature de la Convention de règlement relative aux pensionnats indiens (CRRPI), pour indemniser les survivants de ces institutions. Les survivants du pensionnat de Sainte-Anne tentent par la suite d'avoir accès aux documents d'enquête de la Police provinciale de l'Ontario afin d'étayer leurs réclamations dans le cadre du processus de la CRRPI, mais le gouvernement fédéral a refusé de divulguer les documents. Les survivants perdent en appel en 2018,.

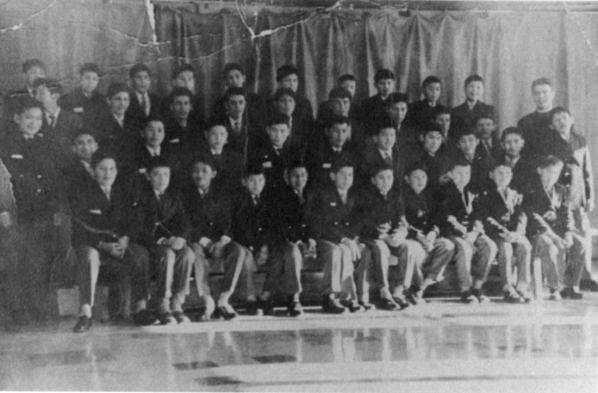
Élèves du pensionnat de Fort Albany, vers 1945.

En 2020, le gouvernement canadien dépense 3,2 millions de dollars en frais juridiques contre les survivants du pensionnat Sainte-Anne. Le 2 novembre 2020, la Cour d'appel statue que l'affaire visant à savoir si le gouvernement canadien tentait de cacher les abus sexuels et physiques survenus au pensionnat indien Sainte-Anne serait traitée en Ontario. La décision est prise par les juges Michael Fairburn, Paul Rouleau et Bradley Miller et annule une décision de juin 2020 rendue par Paul Perell de la Cour supérieure, statuant que l'affaire devait être entendue en Colombie-Britannique,.
Les impacts durables des pensionnats comprennent le trouble de stress post-traumatique,. Les abus subis dans les pensionnats continuent d’avoir un impact sur la santé mentale des communautés autochtones. Les peuples autochtones connaissent également un taux accru d’invalidité en raison de « taux accrus de blessures, d’accidents, de violence, de comportements autodestructeurs ou suicidaires et de maladies ». Un autre impact durable du pensionnat Sainte-Anne est la revictimisation résultant d'une bataille judiciaire qui a duré dix ans, au cours de laquelle les réclamations des survivants ont été cachées et leurs voix réduites au silence,.

## Condamnations liées à l'enquête de la Police provinciale de l'Ontario
Ann Wesley, née à Attawapiskat, est une religieuse crie qui fréquentait l'école Sainte-Anne lorsqu'elle était enfant. Elle est reconnue coupable de trois chefs de voies de fait simples, de trois chefs d'administration d'une substance nocive et d'un chef de voies de fait causant des lésions corporelles. Elle a été condamnée à onze mois de prison avec sursis.
Jane Kakaychawan, née à Ogoki Post, en Ontario, est une religieuse ojibwe qui a fréquenté le pensionnat indien McIntosh lorsqu'elle était enfant. Elle est reconnue coupable de trois chefs d'accusation de voies de fait causant des lésions corporelles et condamnée à une peine de six mois avec sursis.
John Moses Rodrique est un employé par le ministère des Affaires indiennes. Il plaide coupable à cinq chefs d'accusation d'attentat à la pudeur et est condamné à 18 mois de prison.
Claude Lambert travaille à Sainte-Anne comme éducatrice. Elle plaide coupable à un chef d'attentat à la pudeur et est condamnée à huit mois de prison.
Marcel Blais fait partie du personnel de cuisine de Sainte-Anne. Il plaide coupable à un chef d'accusation d'attentat à la pudeur contre un homme. Il n'a pas été condamné à une peine de prison.